# Rally de Mecsek
El Rally de Mecsek, oficialmenete Mecsek Rallye es una prueba de rally que se disputa anualmente en la región de Mecsek, Hungría desde 1967. Es puntuable para el campeonato de Hungría de rally y también entró en el calendario de la Copa de Europa de Rally y en 2011 fue puntuable para el Intercontinental Rally Challenge.

## Palmarés
| Año  | Edición                   | Piloto            | Copiloto          | Vehículo                | Series |
| ---- | ------------------------- | ----------------- | ----------------- | ----------------------- | ------ |
| 1967 | 1.                        | János Czira       | Palotai Attila    | BMW 700                 |        |
| 1968 | 2.                        | János Kesjár      | Ifj. Kesjár János | NSU TTS                 |        |
| 1969 | 3.                        | Attila Ferjáncz   | Jenõ Zsemberi     | Renault 8 Gordini       |        |
| 1970 | 4.                        | Attila Ferjáncz   | Jenõ Zsemberi     | Renault 8 Gordini       |        |
| 1971 | 5.                        | Attila Ferjáncz   | Jenõ Zsemberi     | Renault 8 Gordini       |        |
| 1972 | 6.                        | Attila Ferjáncz   | Jenõ Zsemberi     | Renault 12 Gordini      |        |
| 1973 | 7.                        | Attila Ferjáncz   | Jenõ Zsemberi     | Renault 12 Gordini      |        |
| 1974 | 8.                        | Attila Ferjáncz   | Jenõ Zsemberi     | Renault 12 Gordini      |        |
| 1975 | 9.                        | Attila Ferjáncz   | Ferenc Iriczfalvy | Renault Alpine          |        |
| 1976 | 10.                       | Attila Ferjáncz   | Ferenc Iriczfalvy | Renault 17 Gordini      |        |
| 1977 | 11.                       | Rezsö Kovács      | László Kiss       | Lada 21011              |        |
| 1978 | 12.                       | Attila Ferjáncz   | János Tandary     | Renault 5 Alpine        |        |
| 1980 | 13.                       | Attila Ferjáncz   | János Tandary     | Renault 5 Alpine        |        |
| 1981 | 14.                       | Ferenc Wirtmann   | A. Schreer        | Ford Escort             |        |
| 1982 | 15.                       | Václav Pech sr.   | Jiří Janeček      | Skoda 130 RS            |        |
| 1983 | 16.                       | Václav Pech sr.   | Jan Soukup        | Skoda 130 RS            |        |
| 1984 | 17.                       | László Ranga      | Kurcz Árpád       | Lada                    |        |
| 1985 | 18.                       | Kákonyi Attila    | Tóth Ferenc       | Lada                    |        |
| 1986 | 19.                       | Ranga László      | Kurcz Árpád       | Lada                    |        |
| 1987 | 20.                       | Ranga László      | Dudás Mihály      | Lada VFTS               |        |
| 1988 | 21.                       | Ferjáncz Attila   | Tandary János     | Audi 90                 |        |
| 1989 | 22.                       | Tamás Szabó       | Ferenc Gergely    | BMW M3                  |        |
| 1990 | 23.                       | Ranga László      | Dudás Mihály      | Lancia Delta Integrale  |        |
| 1991 | 24.                       | Ranga László      | Büki Ernõ         | Lancia Delta Integrale  |        |
| 1992 | 25.                       | Ranga László      | Büki Ernõ         | Lancia Delta Integrale  |        |
| 1993 | 26.                       | Tóth János jr.    | Papp György       | Toyota Celica 4WD       |        |
| 1994 | 27.                       | Ranga László      | Büki Ernõ         | Lancia HF Integrale     |        |
| 1995 | 28.                       | Ferjáncz Attila   | Tóth Csaba        | Ford Escort RS Cosworth |        |
| 1996 | 29.                       | Ranga László      | Büki Ernõ         | Subaru Impreza 555      |        |
| 1997 | 30.                       | Batho Zoltán      | Kosztolányi Tamás | Subaru Impreza 555      |        |
| 1998 | 31.                       | Érdi Tibor        | Varga István      | Toyota Celica GT Four   |        |
| 1999 | 32.                       | Kiss Ferenc       | Büki Ernõ         | Subaru Impreza WRC      |        |
| 2000 | 33.                       | Érdi Tibor        | Varga István      | Subaru Impreza 555 WRX  |        |
| 2001 | 34.                       | Szeleczky Tamás   | Penderik László   | Ford Escort WRC         |        |
| 2002 | 35.                       | Érdi Tibor        | Varga István      | Subaru Impreza WRC      |        |
| 2003 | 36.                       | Ifj. Tóth János   | Tóth Imre         | Peugeot 206 WRC         |        |
| 2004 | 37.                       | Turi Tamás        | Kerék István      | Škoda Octavia WRC       |        |
| 2005 | 38.                       | Turi Tamás        | Kerék István      | Škoda Octavia WRC       |        |
| 2006 | 39.                       | Benik Balázs      | Varga István      | Ford Focus RS WRC       |        |
| 2007 | 40.                       | Benik Balázs      | Varga István      | Ford Focus RS WRC       |        |
| 2008 | 41.                       | Csaba Spitzmüller | Kazár Miklós      | Mitsubishi Lancer WRC   |        |
| 2009 | 42.                       | Frigyes Turán     | Gábor Zsiros      | Peugeot 307 WRC         |        |
| 2010 | 43. Allianz Mecsek Rallye | Zsolt Kakuszi     | Csaba Kakuszi     | Ford Fiesta S2000       |        |
| 2011 | 45. Canon Mecsek Rallye   | Jan Kopecký       | Petr Starý        | Škoda Fabia S2000       | IRC    |
| 2012 | 46. Mecsek Rallye         | Norbert Herczig   | Igor Bacigál      | Škoda Fabia S2000       |        |
| 2013 | 47. Mecsek Rallye         | Frigyes Turán     | Zoltán Csökö      | Ford Focus RS WRC '08   |        |